# سید رضی شیرازی
سید رضی شیرازی (۱۳۰۶ – ۱۰ آذر ۱۴۰۰) مجتهد، فقیه و فیلسوف ایرانی بود. او از نوادگان میرزای شیرازی بود. او در ۲۴ تیر ۱۳۵۸ توسط گروه فرقان ترور و به شدت مجروح شده بود.

## زندگی
سید رضی شیرازی در سال ۱۳۰۶ در نجف به دنیا آمد و تا سی سالگی در همان مکان به تحصیل مراحل علمی، اعم از مقدمات، سطح و خارج فقه و اصول پرداخت. برجسته‌ترین استادان او در نجف کسانی مانند والدش سید محمد حسین شیرازی، جد مادری‌اش محمدکاظم شیرازی و حسین حلی بوده‌اند. او نخستین اجازه اجتهاد را در سال‌های جوانی از محمد حسین کاشف الغطاء دریافت کرد.
رضی پس از این دوره در تهران اقامت کرد. خارج فقه را به مدت ۷ سال از محمد تقی آملی درک فیض کرد. کتب فلسفه و عرفان از قبیل شرح منظومه، اشارات، اسفار و شرح فصوص را پیش فلاسفه و فقهای مانند میرزا مهدی الهی قمشه‌ای، ابوالحسن شعرانی، سید ابوالحسن رفیعی قزوینی، میرزا احمد آشتیانی، محمد حسین فاضل تونی، میرزا محمد علی حکیم شیرازی و حائری سمنانی فرا گرفت.
او از سال ۱۳۳۸ شمسی به تدریس سطوح عالیه خارج فقه، اصول و فلسفه پرداخته است. رضی شیرازی در این مدت علاوه بر اشتغالات علمی به اقامه جماعت در مسجد شفاء تهران و تفسیر قرآن و بیان مباحث اخلاقی و تربیت جوانان و مشتاقان علوم اسلامی و بحث و گفتگو با اقلیت‌های مذهبی اهتمام داشته است. طبق مستندات موجود، تاکنون بیش از ۵۰۰ نفر از پیروان ادیان مختلف در محضر او به دین اسلام مشرف شده‌اند. همچنین وی در تیرماه سال ۱۳۵۸ مورد سوقصد قرار گرفت که جان سالم به در برد.

## فعالیت‌های علمی
در سال ۱۳۳۸ برای تدریس در مدرسه سپهسالار از او دعوت به عمل آمد. در آن زمان اساتید مثل محمد علی لواسانی، سید کاظم عصار، راشد، ترابی، سید محمود طالقانی، وحید گلپایگانی و شیخ ابوالفضل نجم‌آبادی در آن مدرسه تدریس می‌کردند. او به عنوان جوانترین استاد قسمت اول منظومه را تدریس کرد. بعد از دستگیری سید محمود طالقانی به مدت یکسال در جایگاه او به تدریس مشغول شد.
در سال ۱۳۴۴ به درخواست سید احمد خوانساری برای اقامه جماعت به مسجد شفاء آمد. این مسجد به دستور سید حسین طباطبایی بروجردی در یوسف آباد تهران تأسیس شد. وی از آن تاریخ به اقامه امامت جماعت در مسجد شفا در تهران پرداخت و به تدریس علوم اسلامی در منزل خود هم پرداخته بود.

## آثار
درس‌هایی از شرح منظومه:
ابیات حکیم الهی، ملا هادی سبزواری (۱۲۱۲–۱۲۹۰ه‍.ق) در حکمت الهی و مباحث مرتبط با آن (۱۰۴۹بیت) تحت عنوان المنظومه فی الحکمه شناخته می‌شود. همچنین شرح جامع او بر همین ابیات، به شرح منظومه، در نزد اهل حکمت شناخته شده است. این کتاب مجموعه تقریرات دروس سید رضی شیرازی و توضیحات لازم و ضروری پیرامون فهم هر قطعه از ابیات منظومه است. این اثر در دو مجلد و بیش از ۲۰۰۰ صفحه توسط انتشارات حکمت در سال ۱۳۸۳ برای اولین بار منتشر گردید و به عنوان کتاب برگزیدهٔ سال حوزه انتخاب گردید.
نگاه ناب:
کتابیست که به منظور تقویت مبانی نسل جوان در و حل گره‌های فکری آنان در سال ۱۳۵۰ تألیف شده است. این اثر ارزشمند یک دوره اصول عقائد شیعه به شیوه‌ای بدیع و استدلالی عرضه و ده‌ها نکته دقیق علمی و فلسفی در آن تبین شده است. نسخه اولیه این کتاب تحت عنوان نقد و طرح اندیشه‌ها در مبانی اعتقادی به زبانهای اسپانیولی و عربی ترجمه گشته است.
مجموعه زلال حکمت (مجموعه سخنرانی‌ها): مجموعه‌ای از سخنرانی‌های وی در مسجد شفا می‌باشد که بعد از پیاده‌سازی و تصحیح در ۳ جلد با عناوین تفسیر، اخلاق و عقاید توسط انتشارات اطلاعات منتشر گردیده است.
الاسفار عن الاسفار:
کتاب الحکمه المتعالیه فی الاسفار العقلیه الاربعه مهم‌ترین اثر صدرالمتالهین (ملاصدرای شیرازی) می‌باشد، وی در این کتاب حکمت متعالیه را بنیان‌گذاری کرد و ابداعات و نظریات فلسفی و حکمی خود را در آن گنجانده است، کتاب الاسفار عن الاسفار به قلم سیدرضی شیرازی رموز و پیچیدگی‌های اثر صدرالمتألهین با بیانی گویا تشریح شده است و زمینه فهم درست مبانی حکمی و عرفانی فراهم آمده است.
تاکنون ۴ اثر در مورد حیات علمی، فقهی و فلسفی سید رضی شیرازی به چاپ رسیده است:
۱- حافظان شریعت:
سیری در حیات علمی و اخلاقی حضرت سید رضی شیرازی، به کوشش جمشید صاعدی سمیرمی است.
۲- مجموعه حیات نیاکان جلد بیست و سوم:
کتابی در قطع پالتویی است که مرکز پژوهش‌های اسلامی صدا و سیما با هدف معرفی چهره‌های برجسته علم و اندیشه اقدام به تهیه و تولید آن‌ها می‌کند.
۳- در طریق معرفت:
سلسله مصاحبه‌ها و تحقیق‌های محمد رحیمی است که با تدوین و نگارش مرتضی رسولی‌پور منتشر شده است، این اثر شامل خاطرات دوران تحصیل، تحریم تنباکو و وقایع حساس انقلاب اسلامی و مبارزات این روحانی متعهد و انقلابی است.
۴- زندگینامه و خدمات علمی و فرهنگی فقیه دانا و حکیم تونا:
مجموعه مقالاتی است که به مناسبت بزرگداشت سید رضی شیرازی توسط انجمن آثار و مفاخر فرهنگی به چاپ رسیده است.

## فعالیت‌های تبلیغی
در طی سالیان گذشته تعداد زیادی (حدود ۵۰۰ نفر از سال ۱۳۵۱ تا به امروز) از پیروان ادیان مختلف و با ملیت‌های متفاوت به دستان وی با بهره‌گیری از استدلالات کلامی و فلسفی به دین مبین اسلام و مذهب جعفری روی آورده‌اند.

## درگذشت
او در ۱۰ آذر ۱۴۰۰ در تهران درگذشت و پس از تشیع در تهران و قم در مقبره میرزای شیرازی در نجف به خاک سپرده شد.